# Клейн, Виллем
Ви́ллем (Вим) Клейн (нидерл. Willem [Wim] Klein; выступал под сценическими псевдонимами Паска́ль [нидерл. Pascal] и Ви́лли Во́ртель [нидерл. Willy Wortel]; 4 декабря 1912, Амстердам, Нидерланды — 1 августа 1986, Амстердам, Нидерланды) — нидерландский математик и цирковой артист, получивший известность благодаря способности производить в уме сложные математические вычисления.

## Биография
В 1940—1950-е годы выступал в цирках Франции и Нидерландов. В 1958 году был зачислен в штат ЦЕРН (Европейского совета по ядерным исследованиям). В 1976 году вышел на пенсию.
27 августа 1976 года в течение 2 минут 43 секунд вычислил в уме арифметический корень 73-й степени из 500-значного числа. Достижение занесено в Книгу рекордов Гиннесса.
1 августа 1986 года Виллем Клейн был зарезан в своём доме в Амстердаме. По подозрению в убийстве (предположительно c целью ограбления) были арестованы двое мужчин, страдавших наркотической зависимостью, однако за недостатком улик подозреваемых вскоре отпустили. Не исключено, что к преступлению причастны другие люди. Убийство Клейна (наряду с убийством Блондинки Долли) — одно из самых известных нераскрытых преступлений в криминальной истории современных Нидерландов.